# Hard Miles
Hard Miles es una película de drama deportivo estadounidense de 2023 escrita por Christian Sander y R.J. Daniel Hanna y dirigida por Hanna. Es protagonizada por Matthew Modine, Cynthia McWilliams, Jahking Guillory, Jackson Kelly, Damien Diaz, Zach Robbins, Leslie David Baker y Sean Astin.
La película tuvo un estreno mundial en el Festival de Cine de Bentonville el 13 de junio de 2023 y en Estados Unidos el 19 de abril de 2024.

## Sinopsis
Un entrenador llamado Greg reúne a un grupo de reclusos adolescentes para un viaje en bicicleta de 1600 km desde Denver hasta el Gran Cañón, luchando contra obstáculos y entre ellos.

## Reparto
- Matthew Modine como Greg Townsend[3]
- Cynthia McWilliams como Haddie[4]
- Jahking Guillory como Woolbright[4]
- Leslie David Baker como Skip Bowman[4]
- Sean Astin como Speedy[4]
- Jackson Kelly como Smink
- Damián Díaz como Atencio
- Zach Robbins como Rice
- Jaxon Goldenberg como el joven Greg
- Judah Mackey como el joven Doug

## Producción
En junio de 2022, se anunció que Matthew Modine fue elegido para la película y que el rodaje se realizó en Los Ángeles y Lone Pine, California. En agosto de 2022, se anunció que Sean Astin participaría en la película.

## Estreno
Hard Miles tuvo su estreno mundial en el Festival de Cine de Bentonville el 13 de junio de 2023. En julio de 2023, la película se proyectó en el Heartland Film Festival, donde ganó el premio Jimmy Stewart Legacy. Se proyectó en el Festival Internacional de Cine de Chicago, SCAD Savannah, Cinequest y el Festival de Cine de Newport Beach en octubre de 2023. La película también ganó premios del público en el Festival de Cine de Denver el mes siguiente.
En agosto de 2023, se anunció que Blue Fox Entertainment adquirió los derechos de la película. El estreno de la película está previsto en los cines de Estados Unidos el 19 de abril de 2024.